# Biesdorf (Eifel)
Pour les articles homonymes, voir Biesdorf.
 (novembre 2024).
Si vous disposez d'ouvrages ou d'articles de référence ou si vous connaissez des sites web de qualité traitant du thème abordé ici, merci de compléter l'article en donnant les références utiles à sa vérifiabilité et en les liant à la section « Notes et références ».
Biesdorf est une municipalité allemande située dans le land de Rhénanie-Palatinat et l'arrondissement d'Eifel-Bitburg-Prüm.
Le village est situé dans la ville du sud à la frontière germano- luxembourgeois dans un cadre boisé. Biesdorf comprend également les municipalités de Biesdorfer Hof, Gaybach et St. Josef Gymnasium.
Il est limitrophe de Konuchten, de Wallendorf et de Korperich.